# Antonio Henrique do Amaral
Antônio Henrique Amaral (São Paulo, 24 de agosto de 1935 - São Paulo, 24 de abril de 2015) foi um pintor, gravador e desenhista brasileiro. Era irmão da historiadora e crítica de arte Aracy Amaral (1930), da cineasta Suzana Amaral (1932) e da dramaturga, diretora e autora de teatro de animação Ana Maria Amaral. 

## Biografia
Amaral era formado em Direito pela Universidade de São Paulo. Iniciou sua formação artística na Escola do Museu de Arte de São Paulo nos anos 50, onde estudou desenho com Roberto Sambonet e gravura com Lívio Abramo.
Também nesta época fez sua primeira exposição individual de gravuras, no Museu de Arte Moderna de São Paulo. Em 1959 foi para o Pratt Graphic Institute, em Nova Iorque, onde estudou gravura com Shiko Munakata e W. Rogalsky.
Em 1967 publicou o álbum de xilogravuras "O meu e o seu" e iniciou seu trabalho em pintura. Neste mesmo ano faz sua primeira individual, a série "Bocas", na galeria Astréia, em São Paulo.
Em 1971 ganhou o prêmio de viagem ao exterior no Salão de Arte Moderna no Rio de Janeiro. Com o prêmio instala-se em Nova Iorque de onde retorna em 1981.  Ao longo dos últimos 40 anos vem realizando diversas exposições individuais e tem participado de exposições coletivas no Brasil e no exterior. Sua obra está representada em coleções particulares, públicas brasileiras e estrangeiras. Amaral é ainda sócio-fundador da Associação Profissional de Artistas Plásticos de São Paulo (APAP). 

## Morte
Amaral faleceu no dia 24 de abril de 2015 em decorrência de câncer de pulmão, com o qual lutava há mais de um ano. Ele estava internado no Hospital Samaritano.

## Obras

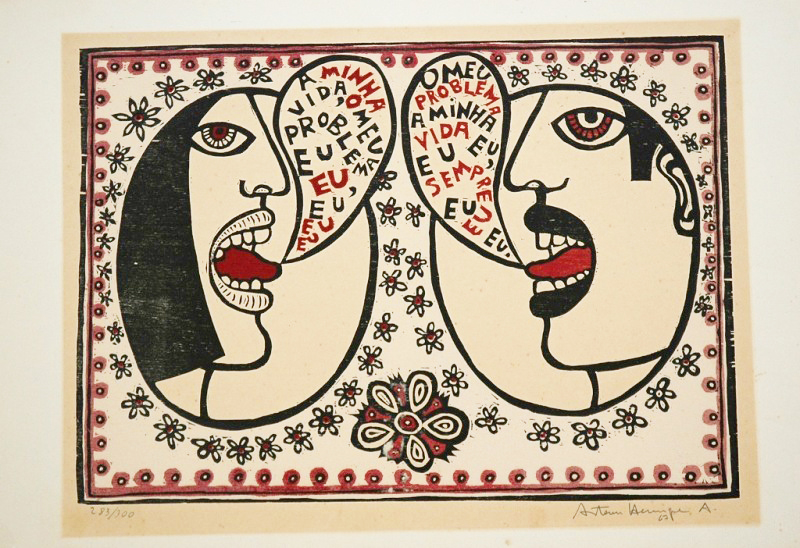
Xilogravura de Antônio Henrique do Amaral pertencente a série "O meu e o seu" de 1967, São Paulo.

Conhecido principalmente pela série de pinturas em torno de bananas, realizada de 1968 até 1975, Antonio Henrique Amaral inicia sua trajetória artística com desenho e gravura.  Com o fundamental aprendizado adquirido para sua formação na área, seus trabalhos ficaram marcados por mudanças de ordem política e cultural, principalmente no que diz respeito aos acontecimentos da década de 60 no Brasil, quando começa a incorporar elementos de gravura popular e figuração, extraída da cultura de massa. A busca por símbolos que remetam a uma situação, cujos sentidos são construídos e reiterados a partir de suas aparições é algo constante em suas representações. Em meados dos anos 60, de início, Henrique elege bocas e a figura do general para penetrarem suas pinturas e é através delas, que incorpora toda uma temática social agressiva, o contexto era marcado simplesmente pelos anos de chumbo no país. Desse período, destaca-se o álbum de sete xilogravuras coloridas O Meu e o Seu (1967), no qual revela de forma sintética a questão da interiorização do autoritarismo. Anos depois elabora a série Bananas e é por meio dela, que o artista consegue concentrar toda a sua insatisfação com o contexto histórico. A banana é trabalhada em diversas situações: solitária, em cachos, transpassadas por cordas, facas ou garfos, maduras, verdes ou apodrecidas e servem como metáfora, referindo-se tanto a ditadura militar, quanto a posição do Brasil em relação aos demais países democráticos.  Com o passar dos tempos, Antônio Henrique do Amaral, lança mão de outras figuras-símbolos em sua pintura, criando séries baseadas no garfo, no bambu, em seios enormes e torsos, na mata e urbe estilizadas. Esse novo momento traz consigo novos significados, que vão de acordo com as fases e o encadeamento de épocas com a sua pintura e do relacionamento de sua obra com o mundo e a realidade.

## Estilo
O estilo de Amaral está cheio de closes e ângulos estranhos. Suas pinturas são realistas, e com detalhe extremos. Seu uso de amarelos e verdes referem-se a bandeira do Brasil e, portanto, para os próprios brasileiros. Ele frequentemente usa coloração dramática, os valores escuros, e muita sombra. As verticais e diagonais que ele usa, especialmente em Alone in Verde (1973) e Battlefield º 31 (1974), trazem estresse e energia para suas pinturas, tentando evocar a sensação de que o que está acontecendo no Brasil é errado.   Na coleção O Meu e o Seu (1967), ele transparece de forma clara sua posição crítica quanto a política brasileira da época, os problemas sociais e o individualismo.

## Exposições
- 1958 — Instituto de Arte Moderna do Chile, Santiago, Chile

- 1958 — Museu de Arte Moderna de São Paulo, São Paulo, Brasil

- 1958 — Universidade de Concepción, Concepción, Chile

- 1959 —  Pan American Union, Washington, DC, E.U.A.

- 1960 — Galeria Antigonovo, São Paulo, Brasil

- 1960 — Petite Galerie, Rio de Janeiro, Brasil

- 1963 — Galeria Saber Vivir, Buenos Aires, Argentina

- 1963 — Galeria Mobilinea, São Paulo, Brasil

- 1967 — Galeria Astréia, São Paulo, Brasil[8]

- 1967 — Galeria Mirante das Artes, São Paulo, Brasil

- 1968 — Associação dos Amigos do Museu de Arte Moderna, Sao Paulo, Brasil

- 1969 — Galeria Astréia, São Paulo, Brasil

- 1969 — Galeria do Hotel Copacabana Palace , Rio de Janeiro, Brasil

- 1970 — Galeria Círculo 3, La Paz, Bolívia

- 1970 — Centro Pedagógico y Cultural Portales, Cochabamba, Bolívia

- 1971 — Galeria Bonino, Rio de Janeiro, Brasil

- 1971 — Evalston Gallery, Londres, Inglaterra

- 1971 — União Pan Americana, (OEA), Washington D.C., E.U.A.

- 1972 — Galerie du Theatre, Genève, Suíça

- 1972 — Galeria Oscar Seraphico, Brasília D.F., Brasil

- 1972 — Galeria Bonfiglioli, São Paulo, Brasil

- 1972 — Galeria Merkup, México D.F., México

- 1973 — Galeria San Diego, Bogotá Colômbia

- 1974 — Lee Ault & Co. Gallery, Nova York, E.U.A.

- 1975 — Galeria Bonfiglioli, São Paulo, Brasil

- 1975 — Galeria Bonino, Rio de Janeiro, Brasil

- 1975 — Birmingham Art Museum, Birmingham, E.U.A.

- 1975 — Nashville Fine Arts Center, Nashville, E.U.A.

- 1976 — Patronato Pró Cultura, San Salvador, El Salvador

- 1976 — Museu de Arte Moderno, México D.F.,México

- 1976 — Galeria Bonfiglioli, São Paulo, Brasil

- 1977 — Galeria Bonino, Rio de Janeiro, Brasil

- 1977 — Galeria Guignard, Porto Alegre, Brasil

- 1978 — Lee Ault & Co Gallery, Nova York, E.U.A.

- 1978 — Bienal de Arte Latino Americana, São Paulo, Brasil

- 1979 — Cayman Gallery, Nova York, E.U.A.

- 1979 — Galeria Juan Martin, México D.F., México

- 1979 — Galeria Bonfiglioli, São Paulo, Brasil

- 1980 — Galeria Luisa Strina, São Paulo, Brasil

- 1980 — Galeria Bonino, Rio de Janeiro, Brasil

- 1980 — Forma Gallery, Miami, E.U.A.

- 1981 — Galeria Grifo, São Paulo, Brasil

- 1983 — Galeria Tina Presser, Porto Alegre, Brasil

- 1983 — Galeria da Universidade de Caxias do Sul, Caxias do Sul, Brasil

- 1983 — Galeria Bonfiglioli, São Paulo, Brasil

- 1984 — National Arts Centre, Ottawa, Canadá

- 1985 — Galeria São Paulo, São Paulo, Brasil

- 1985 — Paço Imperial, Rio de Janeiro, Brasil

- 1985 — MARGS, Museu de Arte Moderna, Porto Alegre, Brasil

- 1986 — Museu de Arte Contemporânea José Pancetti, "Obra sobre Papel - 30 anos", Campinas, Brasil

- 1986 — Museu de Arte Moderna de São Paulo ,"Obra em Processo :1956 -1986", São Paulo, Brasil

- 1986 — Galeria Montesanti, "Obra em Papel", São Paulo, Brasil

- 1987 — Galeria Montesanti, "Obra Recente", São Paulo Galeria Montesanti, "Obra Recente", Rio de Janeiro, Brasil

- 1988 — Opus Gallery (em conjunto com Elite Fine Art ) "Paintings 1980 -1988", Coral Gables, E.U.A.

- 1989 — Elite Fine Art, Coral Gables, E.U.A.

- 1992 — Elite Fine Art, Coral Gables. E.U.A.

- 1992 —Galeria do Memorial da América Latina, São Paulo, Brasil 1993: - Museu de Arte Moderna São Paulo, Brasil

- 1992 —Andy Jllien Galerie, Zurique, Suíça

- 1994 — Centro Cultural Mousonturm, Frankfurt, Alemanha

- 1994 — Haus der Kulturen der Welt, Berlim, Alemanha

- 1996 — Elite Fine Art, Coral Gables, E.U.A.

- 1997 — MASP, Museu de Arte de São Paulo, São Paulo, Brasil

- 1997 — Instituto Moreira Salles, São Paulo, Brasil

- 1997 — Dan Galeria, São Paulo, Brasil

- 1997 — Virtualitas Galerie, Berlim, Alemanha

- 1997 — Fundação Casa França - Brasil, Rio de Janeiro, Brasil

- 2000 — Galeria Nara Roesler, São Paulo, Brasil

- 2001 — Márcia Barroso do Amaral Galeria de Arte, Rio de Janeiro, Brasil

- 2002 — Galeria Nara Roesler, São Paulo, Brasil

- 2004 — Museu de Arte Moderna, São Paulo, Brasil